# Микроволновый слуховой эффект

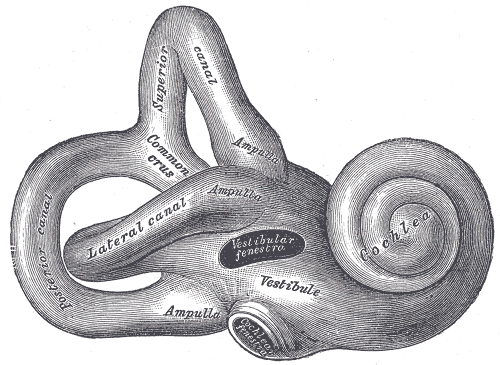
Внутреннее ухо человека

Микроволно́вый слуховой эффект или эффект Фрея — эффект, заключающийся в слуховом восприятии микроволнового излучения. Воспринимаемые звуки возникают непосредственно внутри черепа человека без использования дополнительного радиоэлектронного оборудования.

## Описание
Впервые эффект был зарегистрирован людьми, работавшими вблизи радаров в годы Второй мировой войны, причём воспринимаемые ими звуки не были слышны другим. В годы холодной войны это явление было объяснено американским нейрофизиологом Аланом Фреем — его работа была опубликована в журнале «Journal of Applied Physiology» в 1962 году. Как оказалось, при воздействии импульсного или модулированного микроволнового излучения на участки вокруг улитки уха происходит его поглощение тканями внутреннего уха, сопровождающееся их термическим расширением. В ходе этого процесса возникают ударные волны, воспринимаемые человеком как звук, который больше никому не слышен.
Также было обнаружено, что при соответствующем выборе модулирующего сигнала существует возможность передавать человеку информацию в виде отдельных слов, фраз и других звуков. В зависимости от параметров излучения создаваемый в голове звук может раздражать, вызывать тошноту и даже выводить из строя. Громкость воспринимаемого звука можно изменять, но акустическую травму нанести невозможно, поскольку барабанная перепонка никак в процессе не участвует.
В Советском Союзе тоже проводились научные исследования этого эффекта, — например, на базе Научного центра биологических исследований АН СССР.

## Применения
Микроволновый слуховой эффект имеет потенциальное применение в слуховых аппаратах, в задачах беспроводной передачи информации, а также при создании нелетального оружия. Исследования и возможность применения ограничены потенциальной вредностью микроволнового излучения. Среди использующихся применений — устройства отпугивания птиц и термоакустическая томография, основанная на исследовании акустических волн, возникающих в результате локального теплового расширения тканей человеческого тела под действием микроволн.
В 2008 году американская компания Sierra Nevada на базе микроволнового слухового эффекта разработала систему под названием MEDUSA (от англ. Mob Excess Deterrent Using Silent Audio «средство сдерживания эксцессов толпы с применением неслышного звука»), которая позволяет генерировать в голове «цели» громкий «крик», дестабилизирующий её психологическое состояние.